# Bebe & Bassy Tour
Bebe & Bassy Tour fue la gira conjunta de conciertos de la cantante y compositora estadounidense de origen albanés Bebe Rexha, para promover su álbum debut All Your Fault: Pt. 2 (2017) y el cantante Marc E. Bassy. Incluyó conciertos en Norteamérica.

## Antecedentes
El 19 de septiembre fue anunciada por redes sociales de la cantante que estaría nuevamente de gira para la promoción de su trabajo musical All Your Fault: Pt. 2. Así, junto con el cantante Marc E. Bassy ofrecerán más de veinte conciertos en Norteamérica para la promoción del disco.

## Fechas
| Fecha                   | Ciudad          | País           | Lugar                           |
| ----------------------- | --------------- | -------------- | ------------------------------- |
| Norte América           |                 |                |                                 |
| 16 de octubre de 2017   | Seattle         | Estados Unidos | Showbox SoDo                    |
| 18 de octubre de 2017   | San Francisco   | Estados Unidos | Warfield Theatre                |
| 19 de octubre de 2017   | Sacramento      | Estados Unidos | Ace of Spades                   |
| 21 de octubre de 2017   | Los Ángeles     | Estados Unidos | The Novo                        |
| 22 de octubre de 2017   | San Diego       | Estados Unidos | House of Blues                  |
| 25 de octubre de 2017   | Dallas          | Estados Unidos | South Side Music Hall           |
| 26 de octubre de 2017   | Houston         | Estados Unidos | Warehouse Live                  |
| 29 de octubre de 2017   | Tampa           | Estados Unidos | The Orpheum                     |
| 30 de octubre de 2017   | Fort Lauderdale | Estados Unidos | Culture Room                    |
| 1 de noviembre de 2017  | Orlando         | Estados Unidos | The Plaza Live                  |
| 2 de noviembre de 2017  | Atlanta         | Estados Unidos | Center Stage                    |
| 3 de noviembre de 2017  | Charlotte       | Estados Unidos | The Underground                 |
| 4 de noviembre de 2017  | Freehold        | Estados Unidos | iPlay America                   |
| 6 de noviembre de 2017  | New York City   | Estados Unidos | Terminal 5                      |
| 7 de noviembre de 2017  | Silver Spring   | Estados Unidos | Fillmore                        |
| 8 de noviembre de 2017  | Philadelphia    | Estados Unidos | Trocadero Theatre               |
| 10 de noviembre de 2017 | Millvale        | Estados Unidos | Mr. Smalls Theatre              |
| 12 de noviembre de 2017 | Saint Louis     | Estados Unidos | Delmar Hall                     |
| 13 de noviembre de 2017 | Kansas City     | Estados Unidos | The Truman                      |
| 15 de noviembre de 2017 | Englewood       | Estados Unidos | Gothic Theatre                  |
| 17 de noviembre de 2017 | Salt Lake City  | Estados Unidos | The Complex                     |
| 18 de noviembre de 2017 | Las Vegas       | Estados Unidos | Palms Casino Resort - The Pearl |
| 19 de noviembre de 2017 | Santa Ana       | Estados Unidos | The Observatory                 |